# Galo Maringá
O Galo Maringá, antigo Aruko Sports Brasil é um clube brasileiro de futebol profissional da cidade de Maringá, no Paraná. Ele manda seus jogos no Estádio Regional Willie Davids e suas cores são o preto e o branco.

## História
O clube foi fundado em 18 de dezembro de 2020, como Clube-empresa, administrado pelo Aruko Group Japan, projeto idealizado pelo ex-futebolista Alex Santos. A entidade com nome de origem japonesa - Aruko - que significa "caminhar lado a lado", atua nas categorias de base Sub-15, Sub-17 e Sub-19 e também entre os profissionais.
Fez sua estreia no futebol profissional no Campeonato Paranaense de Futebol de 2021 - Terceira Divisão no dia 2 de outubro de 2021 diante da equipe do Laranja Mecânica, de Arapongas. O confronto aconteceu no Estádio Willie Davids e o Aruko venceu por 2 a 0. Antes deste jogo, a equipe maringaense fez um amistoso no dia 24 de setembro enfrentando o Operário Ferroviário, de Ponta Grossa, e também venceu pelo mesmo placar.
Em novembro de 2021, o time conquistou a vaga para final da Terceira Divisão paranaense e, consequentemente, o acesso para a Segunda Divisão de 2022, ao eliminar o tradicional Iraty por 2 a 1 no placar agregado.
No dia 12 de dezembro de 2021, sagrou-se campeão da Terceira Divisão, ao vencer o Foz do Iguaçu por 3 a 0 no jogo de ida e perder por 3 a 1 na volta.
Em maio de 2022, o time conquistou a vaga para final da Segunda Divisão paranaense e, consequentemente, o acesso para a Primeira Divisão de 2023, ao eliminar o PSTC por 3 a 1 no placar agregado.
No dia 12 de junho de 2022, apesar de ter a melhor campanha durante toda a competição, conquistou o vice-campeonato ao empatar com o Foz do Iguaçu em 3 a 3 no jogo de ida, depois de estar vencendo por 3 a 0, e perder por 1 a 0 na volta no Willie Davids.
Em 2023, fez sua estreia no campeonato paranaense da primeira divisão. Deixando times tradicionais para trás, chegou às quartas de final diante o Operário de Ponta Grossa. Com duas derrotas, o Samurai foi eliminado da competição.
Em setembro de 2023, após a saída do projeto da empresa Aruko Group Japan, o clube adquiriu a marca Galo Maringá passando a adotar a atual nomenclatura.
Após o rebaixamento em 2024 no paranaense, em 2025 o Galo conquista a vaga de volta à primeira divisão ao golear o Nacional de Campo Mourão no Willie Davids por 5 a 0, depois de empatar em 2 a 2 no jogo de ida. No dia 19 de julho de 2025, sagrou-se campeão invicto da Segunda Divisão, após vencer por 3 a 1 o Foz do Iguaçu, depois de empatar em 2 a 2 no jogo de ida.

## Rivalidades

### Maringalo
O primeiro clássico Maringalo ocorreu no dia 4 de fevereiro de 2023, ainda com o nome de Aruko. A partida válida pela sétima rodada do Campeonato Paranaense, no Willie Davids, contou com cerca de 4 mil torcedores, sendo a grande maioria do clube visitante, o Maringá FC. A partida terminou empatada em 1 a 1, após o Galo estar vencendo, com um jogador a mais, até os acréscimos do segundo tempo.
Posteriormente, já com o nome Galo Maringá, se enfrentaram novamente pelo Campeonato Paranaense de 2024. Dessa vez com o mando do Maringá FC, a partida terminou 3 a 0 para o mandante, com um público de 7.191 pessoas.

## Títulos
| ESTADUAIS | ESTADUAIS                          | ESTADUAIS | ESTADUAIS  |
|           | Competição                         | Títulos   | Temporadas |
| --------- | ---------------------------------- | --------- | ---------- |
|           | Campeonato Paranaense - 2ª Divisão | 1         | 2025       |
|           | Campeonato Paranaense - 3ª Divisão | 1         | 2021       |

## Estatísticas

### Participações
|  | Participações em 2026 |

| Competição | Competição                         | Temporadas | Melhor campanha    | Estreia | Última | P | R |
| Paraná     | Campeonato Paranaense              | 3          | 7º colocado (2023) | 2023    | 2026   |   | 1 |
| Paraná     | Campeonato Paranaense - 2ª divisão | 2          | Campeão (2025)     | 2022    | 2025   | 2 | – |
| Paraná     | Campeonato Paranaense - 3ª divisão | 1          | Campeão (2021)     | 2021    | 2021   | 1 |   |

### Campanhas de destaque
| Galo Maringá                       | Galo Maringá   | Galo Maringá   | Galo Maringá      | Galo Maringá    |
| Torneio                            | Campeão        | Vice-campeão   | Terceiro colocado | Quarto colocado |
| ---------------------------------- | -------------- | -------------- | ----------------- | --------------- |
| Campeonato Paranaense              | 0 (não possui) | 0 (não possui) | 0 (não possui)    | 0 (não possui)  |
| Campeonato Paranaense - 2ª divisão | 1 (2025)       | 1 (2022)       | 0 (não possui)    | 0 (não possui)  |
| Campeonato Paranaense - 3ª divisão | 1 (2021)       | 0 (não possui) | 0 (não possui)    | 0 (não possui)  |

### Últimas Temporadas
Legenda: 
| Campeão Vice-campeão Eliminado na semifinal. | Campeão do Interior Rebaixado à divisão inferior. Campeão e promovido à divisão superior Promovido à divisão superior. |